# Mannophryne
Mannophryne – rodzaj płazów bezogonowych z podrodziny Aromobatinae w rodzinie Aromobatidae. 

## Zasięg występowania
Rodzaj obejmuje gatunki występujące w Andach, Kordylierze Nadbrzeżnej i na półwyspie Paria w Wenezueli oraz na Trynidadzie i Tobago.

## Systematyka

### Etymologia
Mannophryne: gr. μαννος mannos „kołnierz, naszyjnik”; φρυνη phrunē, φρυνης phrunēs „ropucha”.

### Podział systematyczny
Do rodzaju należą następujące gatunki:

- Mannophryne caquetio Mijares-Urrutia & Arends-R., 1999
- Mannophryne collaris (Boulenger, 1912)
- Mannophryne cordilleriana La Marca, 1995
- Mannophryne herminae (Boettger, 1893)
- Mannophryne lamarcai Mijares-Urrutia & Arends-R., 1999
- Mannophryne larandina (Yústiz, 1991)
- Mannophryne leonardoi Manzanilla, La Marca, Jowers, Sánchez & García-París, 2007
- Mannophryne molinai Rojas-Runjaic, Matta-Pereira & La Marca, 2018
- Mannophryne neblina (Test, 1956)
- Mannophryne oblitterata (Rivero, 1984)
- Mannophryne olmonae (Hardy, 1983)
- Mannophryne orellana Barrio-Amorós, Santos & Molina, 2010
- Mannophryne phylidros La Marca, Mijares-Urrutia, Saavedra & Gottberg, 2023
- Mannophryne riveroi (Donoso-Barros, 1965)
- Mannophryne speeri La Marca, 2009
- Mannophryne trinitatis (Garman, 1888) – liściołaz pasiastopierśny[4]
- Mannophryne trujillensis Vargas Galarce & La Marca, 2007
- Mannophryne urticans Barrio-Amorós, Santos & Molina, 2010
- Mannophryne venezuelensis Manzanilla, Jowers, La Marca & García-París, 2007
- Mannophryne vulcano Barrio-Amorós, Santos & Molina, 2010
- Mannophryne yustizi (La Marca, 1989)